# Verasjön
Verasjön är en sjö i Tingsryds kommun i Småland och ingår i Ronnebyåns huvudavrinningsområde. Sjön har en area på 0,173 kvadratkilometer och ligger 139 meter över havet.
På ekonomisk kartan bladet Veramåla heter sjön Viren.

## Delavrinningsområde
Verasjön ingår i det delavrinningsområde (626432-145320) som SMHI kallar för Utloppet av Stora Hensjön. Medelhöjden är 146 meter över havet och ytan är 19,4 kvadratkilometer. Det finns inga avrinningsområden uppströms utan avrinningsområdet är högsta punkten. Vattendraget som avvattnar avrinningsområdet har biflödesordning 2, vilket innebär att vattnet flödar genom totalt 2 vattendrag innan det når havet efter 49 kilometer. Avrinningsområdet består mestadels av skog (62 %). Avrinningsområdet har 3,36 kvadratkilometer vattenytor vilket ger det en sjöprocent på 17,3 %.